# Girardinichthys multiradiatus
El mexcalpique de Zempoala (Girardinichthys multiradiatus) es una especie de pez actinopeterigio de agua dulce, de la familia de los goodeidos.

## Biología
Cuerpo pequeño con una longitud máxima descrita de 3,5 cm los machos y 5 cm las hembras. Como el resto de especies de la familia son peces vivíparos, con una gestación de unos 55 días, las hembras se reproducen entre 10 y 20 veces en su vida.

## Distribución y hábitat
Se distribuye por ríos de América del Norte, en la cabecera del río Lerma y en las lagunas de Zempoala en Morelos, en México. Son peces de agua dulce, de comportamiento demersal, que prefieren una temperatura entre 12 °C y 20 °C.